# الشيخ البهائي
بَهَاءُ اَلدِّينِ أَبُو اَلْفَضَائِلِ مُحَمَّدُ بْنُ اَلْحُسَيْنِ بْنِ عَبْدِ اَلصَّمَدِ اَلْحَارِثِيُّ اَلْهَمْدَانِيُّ، المَعْرُوف بِـ«اَلشَّيْخُ اَلْبَهَائِيُّ» و «بَهَاءُ اَلدِّينِ اَلْعَامِلِيُّ» (الجمعة 27 ذو الحجة 953 هـ - الأربعاء 12 شوال 1030 هـ). هُوَ عالمُ دينٍ وفقيهٌ ورياضيٌّ وفيلسوفٌ شيعيٌّ إماميٌّ وُلِدَ في 18 فبراير 1547 بمدينة بَعْلَبَك اللُّبْنَانِيَّة. وهو أحد أعلام الفكر الإسلامي في العصر الصفوي، جمع بين العلوم الدينية والرياضية والفلسفية، وترك أثرًا عميقًا في الحياة العلمية والثقافية في إيران والعالم الإسلامي. وقد أسس الشيخ جعفر المهاجر «مَرْكَزُ بَهَاءِ اَلدِّينِ اَلْعَامِلِيِّ لِلْأَبْحَاثِ وَاَلدِّرَاسَاتِ» في بَعْلَبَك تقديرًا لفضله.
نشأ اَلشَّيْخُ اَلْبَهَائِيُّ في أسرة عربية علمية، حيث كان والده الشيْخ عزِّ الدين الحسين من كبار علماء جبل عامل، وقد هاجر معه إلى إيران أثناء حكم الدولة الصفوية في طفولته. تلقّى تعليمه في قزوين ثم في أصفهان، وتبحّر في مختلف العلوم الدينية والعقلية كالفقه، والحديث، والمنطق، والفلسفة، والرياضيات، والفلك، والهندسة، والطب.
عيّنه الشاه عباس الصفوي في منصب شيخ الإسلام في أصفهان، وهو أعلى منصب ديني في الدولة، فاستغلّ مكانته في خدمة التشيع، ونشر العلوم، والمشاركة في بناء المدارس والمكتبات، كما ساهم في وضع أسس المعمار الإسلامي في إيران. وقد امتدت شهرته إلى خارج إيران، فزار الحجاز والعراق، ومصر، وسوريا، وتركيا، وقضى أكثر من ثلاثين عامًا من حياته في السفر للعلم وزيارة العتبات المقدّسة.
ترك آثارًا علمية كبيرة في مختلف المجالات، وأهمها كتاب خلاصة الحساب في الرياضيات، وجامع عباسي في الفقه، والأربعون حديثًا في الحديث، وتفسير آيات الأحكام، إضافة إلى شروح في الهيئة والهندسة واللغة.
تُوفي في 12 شوال 1030 هـ الموافق 1 سبتمبر 1621م، ودُفن في مشهد عند مرقد الإمام علي بن موسى الرضا، وفقًا لوصيته.

## اسمه ونسبه
هو: محمد بهاءُ الدين بن الحسين عزِّ الدين بن أبي تراب عبد الصمد بن محمد شمس الدين بن علي زين الدين بن الحسن بدر الدين بن محمد بن صالح اللَّوْزِيَاني بن إسماعيل، المُنتهِي نسبُه إلى الحارث الأعور الهمداني، من بطن آل كثير، إحدى بطون قبيلة همدان اليمنية.

## ولادته ونشأته

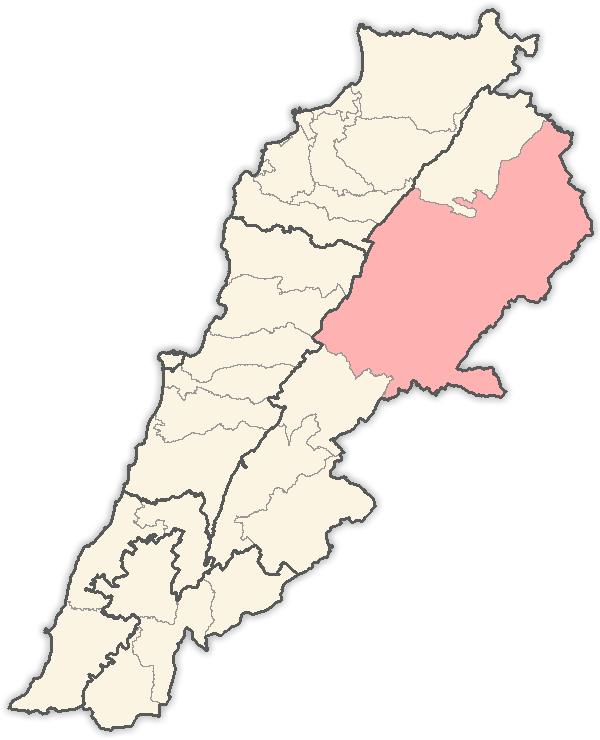
بعلبك مكان ولادة الشيخ البهائي

ولد الشيخ البهائي يوم الجمعة في السابع والعشرين من ذي الحجّة 953 هـ الموافق للثامن عشر فبراير 1547 بمدينة بعلبك في لبنان. نشأ في أسرة عربية علمية شيعية اثنا عشرية بارزة؛ فوالده هو الشيخ الحسين بن عبد الصمد، أحد كبار علماء جبل عامل، وتلميذ المحقق الكركي.
في سنوات طفولته الأولى، اضطر والده للهجرة به إلى إيران بسبب الاضطهاد العثماني للشيعة في بلاد الشام، فاستقرّوا أولًا في أصفهان، ثم انتقلوا إلى مشهد، وهناك بدأ الشيخ البهائي دراسته العلمية، وأظهر نبوغًا مبكرًا في مختلف العلوم.

### زوجته
هي الشيخة بنت الشيخ عليّ المنشار العاملي، كانت عالمة، فاضلة، فقيهة، كان في جهازها يوم زفّت للشيخ البهائي عدّة كتب تامّة في فنون العلوم، وكان أبوها شيخ الإسلام بإصفهان أيّام السلطان شاه طهماسب الصفوي، وكان قد جاء من الهند في سفره الّذي سافره بكتب كثيرة ، ولم يكن له غير هذه البنت، ولمّا مات انتقل كلّ ما كان عنده من الكتب والأملاك والعقار إليها.

## دراسته
كان الشيخ البهائي، معاصرًا لأربعة من سلاطين الدولة الصفوية خلال حياته التي امتدت لـ75 عامًا، إلا أن أغلب نشاطه العلمي والسياسي برز في عهد الملكين الأخيرين، وخاصة في عهد الشاه عباس الأول الذي أولاه اهتمامًا خاصًا.
عاصر الشيخ البهائي أربعة من السلاطين الصفويين الآتي ذكرهم:
1. الشاه طهماسب الأول (902 – 984 هـ): وكان في أوائل حياة البهائي، وقد حكم 18 عامًا من عمره (966 – 984 هـ).
2. الشاه إسماعيل الثاني (984 – 985 هـ): حكم لفترة قصيرة لا تتجاوز السنة.
3. الشاه محمد خدابنده (985 – 995 هـ): حكم لمدة 10 سنوات.
4. الشاه عباس الكبير الأول (995 – 1038 هـ): امتد حكمه حتى سنة وفاة الشيخ البهائي (1031 هـ)، وقد دام 35 سنة.

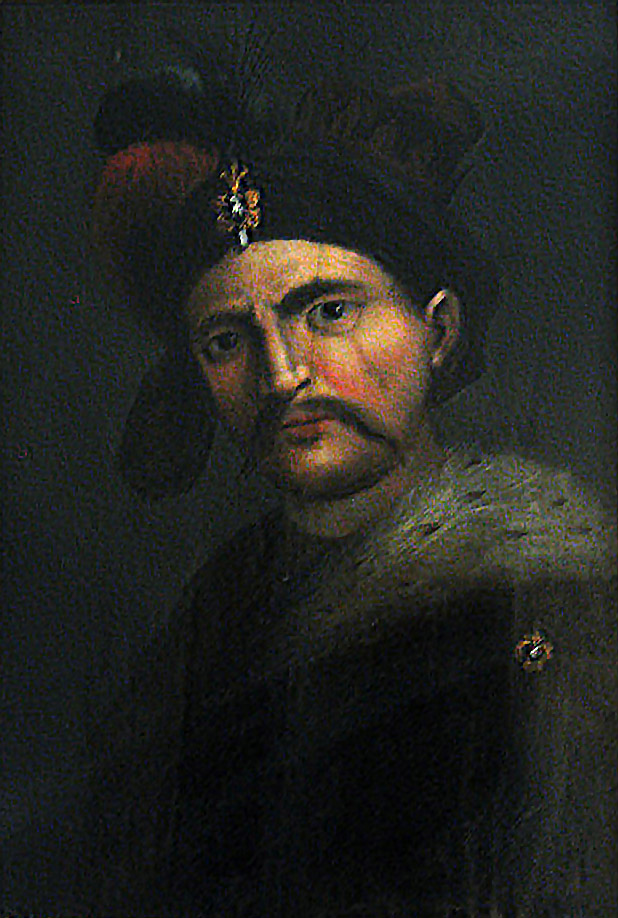
الشاه عباس الأول الذي ولاه منصب شيخ الإسلام

درس الشيخ البهائي المراحل الأولى من العلوم الدينية في جبل عامل (لبنان حاليًا)، ثم انتقل إلى أصفهان في إيران، التي كانت مركزًا علميًا وثقافيًا في العهد الصفوي، لمواصلة تحصيله العلمي. حظي بمكانة رفيعة في بلاط الشاه عباس، وعيّنه الأخير في منصب شيخ الإسلام، وهو أعلى منصب ديني رسمي في الدولة الصفوية.
استفاد الشيخ البهائي من دعم الدولة الصفوية في خدمة المذهب الشيعي الإمامي، وشارك في تأسيس بنية فكرية وفقهية متينة، وقد لعب دورًا بارزًا في دعم الحركة العلمية في الدولة الصفوية.
وقد أمضى نحو ثلاثين عامًا من حياته في السفر، متنقلًا بين المدن والبلدان الإسلامية، بقصد التحصيل العلمي، وزيارة العتبات المقدّسة، ونشر الفكر الإمامي، مما منحه أفقًا علميًا واسعًا وتجربة ميدانية ثرية.

## من أساتذته
تلقّى الشيخ البهائي علومه من نخبة من العلماء المتخصصين في عصره، وفيما يلي أبرز من أخذ عنهم:
- والده الشيخ عزّ الدين الحسين: درّسه الفقه، أصول الفقه، التفسير، الحديث، والأدب العربي.
- نجم بن شهاب «عبد الله بهابادي»: أستاذه في المنطق، علم الكلام، البلاغة، والمعاني، وهو مؤلف شرح تهذيب المنطق المعروف باسم شرح الملا عبد الله.
- القاضي المولى أفضل القايني: علّمه الرياضيات، علم الكلام، والفلسفة، وكان من كبار أساتذة «سركار فايز كاشاني».
- الحكيم عماد الدين محمود النطاسي الشيرازي: درّسه الطب، وكان الطبيب الخاص للشاه طهماسب وأشهر أطباء إيران آنذاك.
- المُلّا محمد باقر بن زين العابدين اليزدي: يُقال إنه درس عليه، وهو مؤلف كتاب مطلع الأنوار، ومن علماء الرياضيات البارزين في عصره.
- الشيخ عبد العالي بن المحقق الكركي: أحد كبار فقهاء الإمامية في العصر الصفوي، وتتلمذ الشيخ البهائي على يده في الفقه والأصول، وكان له أثر واضح في ترسيخ الأسس الاجتهادية لدى البهائي.
- أحمد الكجائي الگيلاني المعروف ب‍ـ«پير أحمد»: قرأ عليه في قزوين الرياضيات و الحكمة.

## من تلامذته
درس على يديه عدد كبير من علماء القرن الحادي عشر. يذكر أحد العلماء المعاصرين أسماء 33 من طلابه، ومن أشهرهم المذكور هنا:

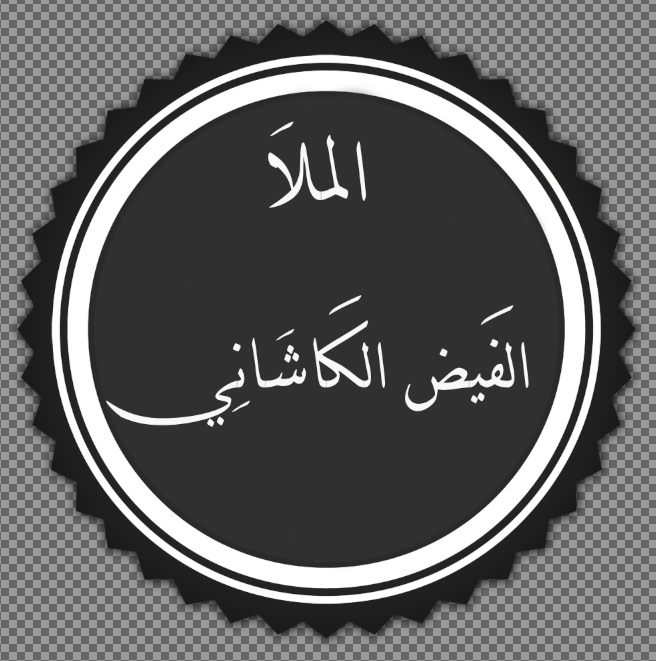
تخطيط لإسم الفيض الكاشاني وهو من أبرز تلامذته

- محمّد بن إبراهيم الشيرازي، المعروف بصدر المتألّهين.
- محمد تقي المجلسي.
- الفيض الكاشاني.
- محمد صالح المازندراني.
- ماجد بن هاشم العريضي الصادقي.
- أحمد بن زين العابدين العلوي: من وجوه تلامذة الشيخ البهائي[15] قرأ على مير محمد باقر الداماد، له من المؤلفات:[16] (سيادة الأشراف)، (المنهاج الصوفية)، (مصقل الصفا في الرد على النصارى)، (المعارف الإلهية)، (كشف الحقائق)، (مفتاح الشفا)، (النفحات)، (العروة الوثقى).
- حسين بن حيدر الكركي.
- رفيع الدين النائيني.
- محمد القرشي.
- أحمد بن الحسين بن الحسن الموسوي العاملي الكركي.[17]
- بدر الدين بن أحمد الحسيني العاملي الأنصاري: سكن بطوس ودرّس فيها ومات فيها، من المعاصرين للحر العاملي، يروي الحر العاملي عن تلامذته عنه. درس على الشيخ بهاء الدين العاملي، ومن مؤلفاته (حاشية على الأحداث المشكلة) و (شرح الإثني عشرية الصوفية) و (شرح الإثني عشرية الصلاتية) و (شرح زبدة الأصول للشيخ البهائي) وله رسالة أسماها (عيون جواهر النقاد في حجية أخبار الآحاد). كان حيا عام 1025 هجرية.[18]
- زين الدين بن محمد بن الحسن بن الشهيد الثاني: ولد عام 1009 هجرية واختُلف في تاريخ وفاته بين الأعوام 1062 أو 1064 أو 1074 هجرية. درس على والده الشيخ محمد حسن صاحب المعالم وعلى الشيخ البهائي، وجاور بمكة فترة ومات فيها ودفن هناك، وهو من أساتذة الحر العاملي.[19]
- حسين بن محمد بن علي بن الحسين بن أبي الحسن الموسوي العاملي الجبعي: درس على والده وعلى الشيخ البهائي، سافر إلى إيران (أصفهان) وأصبح شيخ الإسلام فيها (أقضى القضاة) وكان يدرّس في الحضرة الرضوية في مدينة مشهد، توفي في العام 1069 هجرية.[20]
- عبد اللطيف بن علي بن أحمد بن أبي جامع العاملي: له مصنفات منها (كتاب الرجال) و (جامع الأخبار في إيضاح الاستبصار)، درس على صاحب المعالم وصاحب المدارك والشيخ بهاء الدين العاملي، توفي في منتصف القرن الثاني عشر الهجري.[21]
- الحسين بن علي بن محمد الحر العاملي (عم صاحب الوسائل): سافر إلى أصفهان وسكن بدارة الشيخ البهائي ودرس عليه، وكان الشهيد الثاني جدّه لأمّه وهو ابن بنت الشيخ حسن صاحب المعالم.[22]
- نجيب الدين علي بن محمد بن مكي العاملي الجبيلي الجبعي: درس على كل من: الشيخ حسن صاحب المعالم ومحمد صاحب المدارك والشيخ بهاء الدين العاملي.[23] له عدة مؤلفات منها:[24] (شرح الرسالة الإثني عشرية لأستاذه الشيخ حسن صاحب المعالم) كما جمع ديوان أستاذه الشيخ حسن صاحب المعالم ورتّبه، وله أيضا (منظومة شعرية ضمنها وصفا لرحلته، وهي تزيد عن 2500 بيتا)، ومن كتبه (رسالة في حساب الخطأين) كما أن له ديوان شعر.
- محمد بن علي العاملي التبنيني.[25]
- جعفر بن لطف الله الميسي.[26]
- محمد بن محمد بن الحسين الحر العاملي:[27] (عم والد صاحب الوسائل) كان شاعرا مجيدا، قرأ على السيد محمد صاحب المدارك والشيخ حسن صاحب المعالم والشيخ بهاء الدين العاملي، توفي عام 980 هـ، وله من المؤلفات، (نظم تلخيص المفتاح)، (رسالة في الأصول)، (رسالة في العروض).

## أسرته
جلّ آبائه وأجداده وإخوته من العلماء والبارزين في مجال العلوم وبرز منهم:
1. جدّ والده: الشيخ شمس الدين محمد العاملي العيناتي: من العلماء.[28]
2. جدّه، الشيخ عبد الصمد بن محمد الحارثي الهمداني الجبعي العاملي: ولد في العام 855 هجرية وتوفي في عام 935 هجرية.[29] له من الأولاد محمد، علي، الحسن وأصغرهم الحسين.[30]
3. والده الحسين بن عبد الصمد العاملي.
4. عمه الشيخ نورالدين أبو القاسم علي بن عبد الصمد[31]، من أجلّة تلامذة الشهيد الثاني ويروي عنه. له كتاب (نظم ألفية الشهيد).
5. والد زوجته الشيخ علي المنشار زين الدين العاملي:[32] عالم وفقيه كبير، من المروجين للدين، كان ذهب إلى الهند وحصّل كتباً كثيرة وجاء إلى اصفهان أيام السلطان الشاه طمهاسب[ ؟ ] الصفوي، وتقدم عنده حتى إذا توفي أستاده المحقق الثاني الكركي صار شيخ الإسلام على الإطلاق. وهو الذي طلب الشيخ حسين بن عبد الصمد والد البهائي من بلاده، ولما جاء أخذ في ترويجه حتى صار للشيخ حسين مقام عظيم عند الصفوية بواسطته، وزوج ابنته من الشيخ البهائي وزودها عدة كتب في جهازها، ولما توفي انتقلت مشيخة الإسلام إلى الشيخ البهائي.
6. أخوه: الشيخ عبد الصمد بن حسين بن عبد الصمد العاملي:[33] كنيته أبو تراب، له حاشية على كتاب الأربعين للبهائي، توفي في العام 1020 هجرية بالقرب من المدينة ونقل جثمانه إلى النجف حيث دفن هناك.[34] ومن ذريته آل عبد الساتر، آل أبي جامع، وآل محيي الدين وآل مروّة وآل شرف الدين المقيمين في جوار النبطية، ومنهم الشيخ جواد محيي الدين الذي وضع كتابا أسماه ملحق أمل الآمل اقتصر فيه على ترجمة آل أبي جامع ممن فات الحر العاملي أو من جاء بعده. وقد انتقل بعض من آل أبي جامع إلى العراق وأقاموا فيها ومن بقي منهم في جبل عامل عُرف بآل محيي الدين. أما الشيخ البهائي فقد مات عقيما على ما يبدو.[35]
7. ابن أخيه: الشيخ حسين بن عبد الصمد بن حسين بن عبد الصمد: كان قاضيا بهراة أيام الدولة الصفوية[36]

## من أقوال العلماء فيه
- محمّد تقي المجلسي:«(كان شيخ الطائفة في زمانه، جليل القدر، عظيم الشأن، كثير الحفظ، ما رأيت بكثرة علومه، ووفور فضله، وعلو مرتبته أحداً).»
- محمد بن الحسن الحر العاملي:«(حاله في الفقه والعلم والفضل، والتحقيق والتدقيق، وجلالة القدر، وعظم الشأن، وحسن التصنيف، ورشاقة العبارة، وجمع المحاسن أظهر من أن يذكر، وفضائله أكثر من أن تحصر، وكان ماهراً متبحّراً، جامعاً كاملاً...)».[37]
- مصطفى التفريشي:«(جليل القدر، عظيم المنزلة، رفيع الشأن، كثير الحفظ، ما رأيت بكثرة علومه، ووفرة فضله، وعلو رتبته في كل فنون الاسلام كمن له فن واحد).»
- قال عبد الحسين الأميني في الغدير:«(شيخ الإسلام، بهاء الملّة والدين، وأُستاذ الأساتذة والمجتهدين، وفي شهرته الطائلة صيته الطائر في التضلّع من العلوم، ومكانته الراسية من الفضل والدين، غنى عن تسطير ألفاظ الثناء عليه، وسرد جمل الإطراء له...).»

## من مؤلفاته

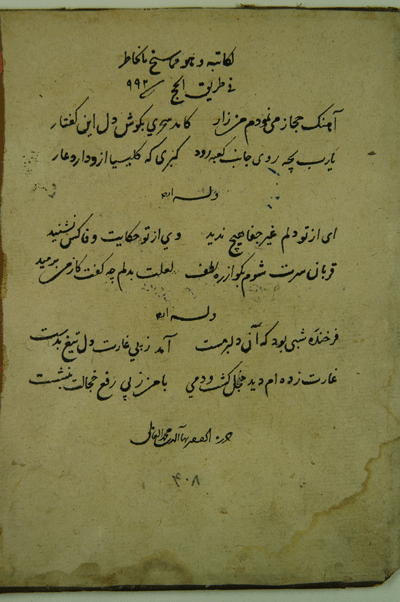
مخطوط كتب بيد الشيخ البهائي

### الكتب الدينية
- الزُّبدة في الأصول.
- شرح الأربعين حديثاً.
- الجامع العبّاسيّ في فقه الإماميّة.
- هداية الأُمّة إلى أحكام الأئمّة.
- حديقة السالكين.
- بداية الهداية.
- العروة الوثقى والصراط المستقيم ـ في التفسير.
- منظومة في الموعظة.
- رسائل فقهيّة عديدة.
- مفتاح الفلاح ـ في الأدعية والأوراد.
- أجوبه عديدة على مسائل مختلفة.
- شرح الصحيفة السجّاديّة.
- الحبل المتين في مزايا القرآن المبين.
- كتاب في إثبات وجود الإمام المهديّ.

### الكتب الادبية واللغوية
- المخلاة.
- الكشكول.
- أسرار البلاغة.
- التهذيب في النحو.
- تهذيب البيان.
- رياض الأرواح ـ منظومة.
- ديوان شعر.
- الفوائد الصمديّة في علم العربيّة.

### الكتب العلمية
- بحر الحساب.
- تشريح الأفلاك ـ في علم الهيئة.
- رسالة في حل إشكالَي عطارد والقمر.
- الصحيفة في الأعمال الاسطرلابيّة.
- رسالة في تضاريس الأرض.

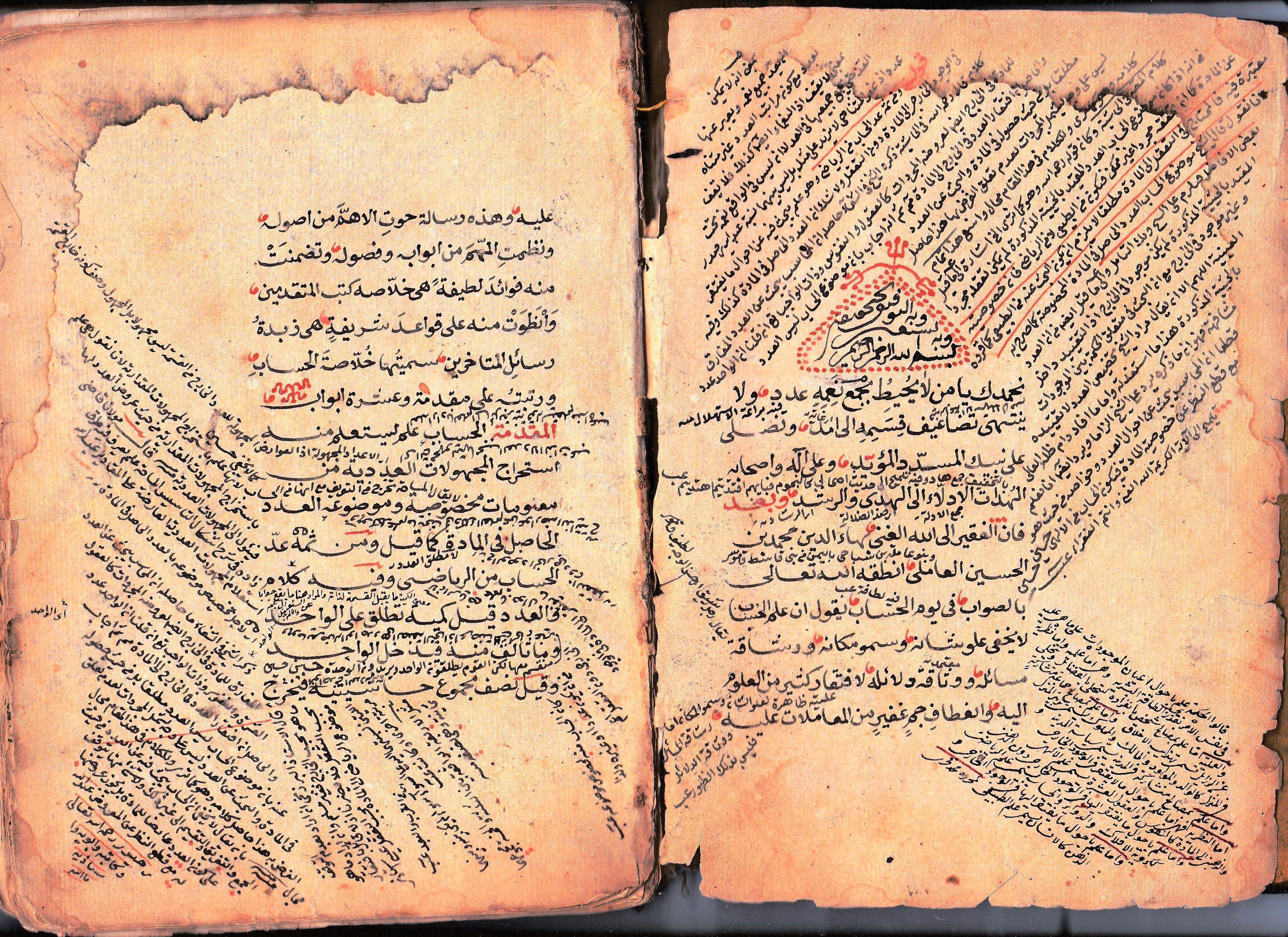
كتاب خلاصة الحساب من تأليف بهاء الدين العاملي

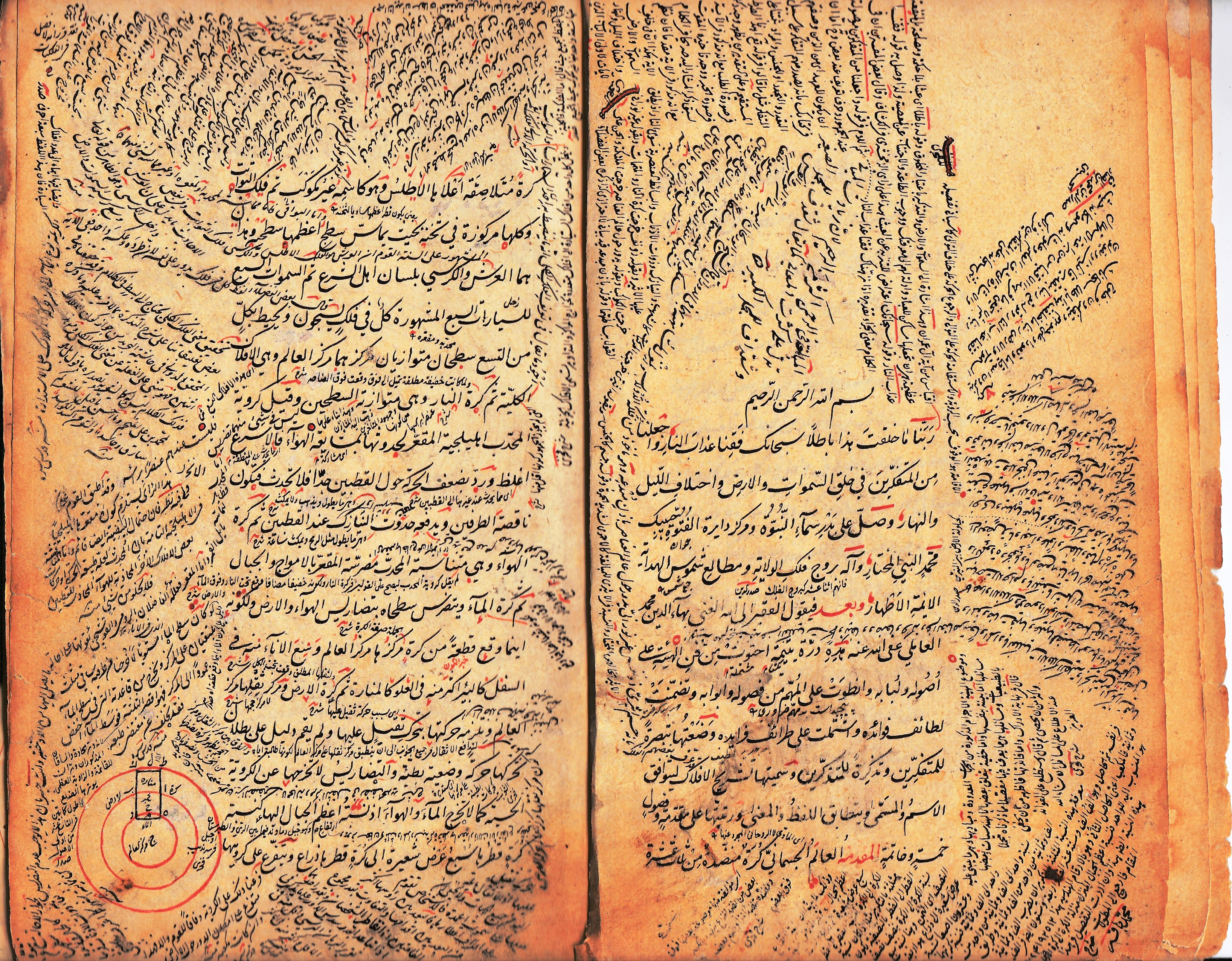
كتاب تشريح الأفلاك في علم الهيئة من تأليف بهاء الدين العاملي

- رسالة في أنّ أنوار الكواكب مستفادة من الشمس.
- رسالة في نسبة أعظم الجبال إلى قطر الأرض.
- خلاصة الحساب.
- السر المستتر في العلوم الغريبة والجفر.

وغير ذلك من القصائد والمثنويات والأراجيز والحواشي والشروح، ولجملة من تآليفه كُتبت تعليقات
العلماء وشروحهم وتراجمهم بلغت مئة وخمسين مؤلفاً.. نمّت عن شدّة اعتنائهم بما كتبه الشيخ البهائيّ، وإكبارهم له في جهتَي الدين والعلم.

## أشعاره
فضلاً عن علومه ومؤلّفاته الراقية.. كان للشيخ البهائيّ شعر حسَن تناول أغراضاً شتّى، وشكّل ديواناً جُمع من بعده وكان قد فُقد، إلاّ أنّه انتشر في الكتب والمعاجم شواهدَ نافعة وواضحة.
وممّا امتاز به شعره جديدُ القول، ونظمُه في كلّ فنون الأدب إضافة إلى الشعر الدينيّ.. على أنّه برز في شعر النصح والوعظ ومدح النبيّ وآله صلوات الله عليه وعليهم، كما امتاز بالقصائد الطويلة التي تبلغ أحياناً مئة بيت.
ولوالد الشيخ البهائيّ فضله الكبير في هذه الموهبة، إذ كان يحضّ ولده على قرض الشعر منذ صغره، وكان رثى أحد أصدقائه بقصيدةٍ مطلعها:
وحث ابنه على نظم شعر على طرازها، فقال بهاء الدين قصيدته:
ثمّ ثابر على مجاراة أبيه حتّى اشتدّ وفاق.. وهذه نماذج من شعره:
- قال يمدح النبيَّ :

- وقال في غديريّةٍ له:

- وقال في مدح المهدي «عجل الله فرجه»:

- وقال في الرجاء وطلب الشفاعة:

- وقال أيضاً:

## وفاته
تُوفي الشيخ بهاء الدين العاملي يوم الأربعاء في سنة 1030 هـ / 1621م، في مدينة أصفهان، عاصمة الدولة الصفوية آنذاك، بعد حياة حافلة بالعلم والعمل والتأليف.
وقد أوصى قبل وفاته بأن يُدفن في مشهد المقدسة قرب مرقد الإمام علي بن موسى الرضا، فحُمل جثمانه إلى هناك ودُفن في الرواق الذهبي (إيوان طلا)، حيث لا يزال قبره معروفًا ومقصودًا إلى اليوم. قال المجلسيّ الأوّل: «تشرّفت بالصلاة عليه في جميع الطلبة والفضلاء وكثير من الناس يقربون خمسين ألفًا». وقال أيضًا: «كان عمره بضعا وثمانين سنة إمّا واحدا أو اثنين ، فإنّي سألته عن عمره »، فقال: «ثمانون أو أنقص بواحدة ، ثمّ توفّي بعده بسنتين».

### عمره عند الوفاة:
- عاش نحو 77 سنة هجرية.
- ما يعادل تقريبًا 74 سنة ميلادية.

## معرض الصور

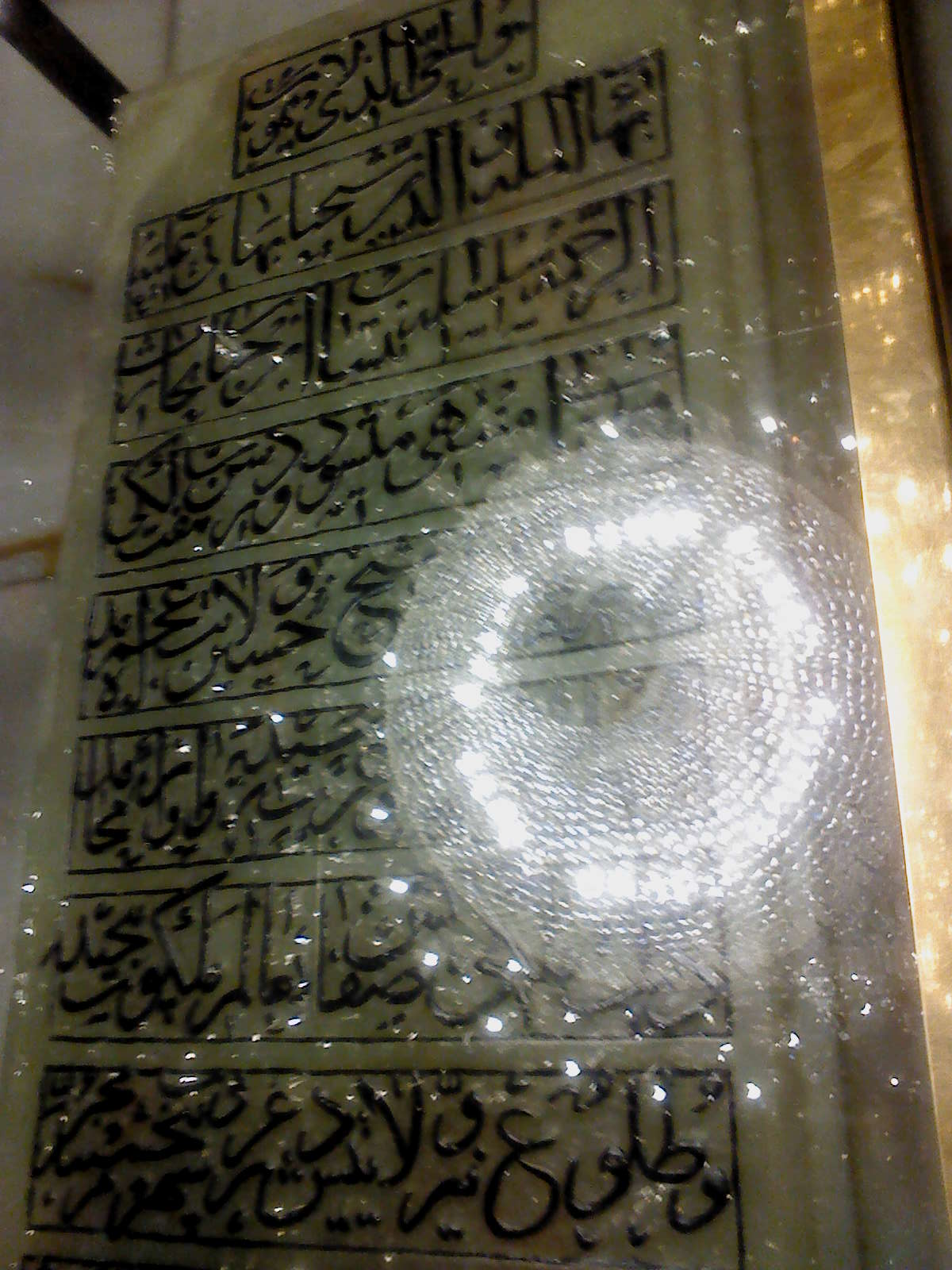
قبر الشيخ البهائي في مرقد علي بن موسى الرضا
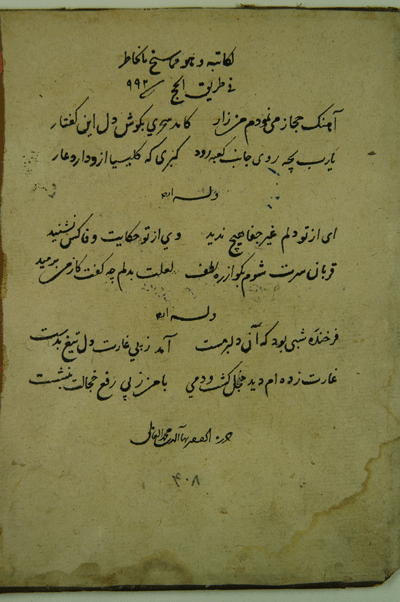
مخطوطة منسوبة إلى الشيخ البهائي، مؤرخة سنة 1008 هـ، في كتاب تحرير الأفكار في موضوع الرياضيات.

## وصلات خارجية
- الشيخ البهائي على موقع الموسوعة البريطانية (الإنجليزية)
- بهاء الدين العاملي - مجموعة من الباحثين
- مخطوطة- إجازة الشيخ البهائي
- مخطوطة -رسالة في الإسطرلاب - الشيخ البهائي
- مخطوطة - خلاصة الحساب - الشيخ البهائي
- مخطوطة تشريح الأفلاك - الشيخ البهائي